# Mimela crocea
Mimela crocea är en skalbaggsart som beskrevs av Ohaus 1902. Mimela crocea ingår i släktet Mimela och familjen Rutelidae. Inga underarter finns listade i Catalogue of Life.